# Outlaw
Outlaw – pierwszy singel amerykańskiego rapera 50 Centa promujący nadchodzący piąty album studyjny, który został wydany w listopadzie 2011 roku. Utwór został wyprodukowany przez Cardiaka. Jako digital single, singel został wydany 19 lipca 2011 roku.

## Notowania
| Notowanie (2011)                     | Najwyższa pozycja |
| ------------------------------------ | ----------------- |
| U.S. Billboard Hot R&B/Hip-Hop Songs | 99                |